# NGC 1207
NGC 1207 ist eine Spiralgalaxie vom Hubble-Typ SAb im Sternbild Perseus am Nordsternhimmel. Sie ist schätzungsweise 219 Millionen Lichtjahre von der Milchstraße entfernt und hat einen Durchmesser von etwa 150.000 Lichtjahren. Gemeinsam mit NGC 1233 und PGC 12070 bildet sie die NGC 1207-Gruppe.
Im selben Himmelsareal befindet sich u. a. die Galaxie NGC 1213. 
Das Objekt wurde am 18. Oktober 1786 vom britischen Astronomen William Herschel entdeckt.

## NGC 1207-Gruppe (LGG 83)
| Galaxie   | Alternativname | Entfernung/Mio. Lj |
| --------- | -------------- | ------------------ |
| NGC 1207  | PGC 11737      | 219                |
| NGC 1233  | PGC 11955      | 201                |
| PGC 12070 | UGC 2604       | 207                |